# Marcela Contreras
Marcela Contreras Arriagada (Curicó, 4 de enero de 1942) es una médica chileno-británica, experta en inmunología y hematología.

## Biografía

### Primeros años
Nacida en Curicó, vivió gran parte de su infancia en Coelemu y luego en Santiago donde estudió en el colegio Santiago College. Ingresa a la Escuela de Medicina de la Universidad de Chile en Santiago, el año 1961, graduándose en mayo de 1968 como médico-cirujano.

### Comienzos de su carrera de medicina
En 1972 fue a especializarse en inmunología al Reino Unido, respaldada por una beca del Consejo Británico, y ha permanecido allí desde entonces. Se retiró en febrero de 2007 como Directora Nacional de Diagnóstico, Desarrollo e Investigación del National Blood Service (NBS) de Gran Bretaña, después de trabajar durante más de 20 años en dicha organización. Entre sus funciones, allí, se incluían la inmunohematología del glóbulo rojo; inmunoterapia y células madres; e histocompatibilidad e inmunogenética.

### Docencia e Investigación
Actualmente, es profesora de medicina transfusional en la Facultad de Medicina del Royal Free Hospital de Londres y Presidenta de la Sociedad Internacional de Transfusión de Sangre.
Marcela Contreras es autora de más de 370 publicaciones científicas, incluyendo el libro de texto "Blood Transfusion in Clinical Medicine", del cual fue coautora. Ha sido invitada a participar en, o a presidir conferencias y congresos en una treintena de países.
A Marcela Contreras fue concedida la Orden del Imperio Británico en 2007 con el rango de dama comendadora (DBE) por sus relevantes aportes a la medicina.

## Organizaciones
En enero de 2008 fue designada Presidenta de la Comisión Nacional de la Sangre y de Tejidos del Ministerio de Salud de Chile. Además es integrante principal de la Red para el Progreso en las Alternativas a las Transfusiones.  Contreras es integrante del Consejo de Netcord, la red internacional para la gestión de bancos de sangre. 
En 1992, se afilió al Colegio Real de Médicos de Edimburgo. También se afilió al Colegio Real de Patólogos, en 1997; y al Colegio Real de Médicos de Londres en 1998.

## Reconocimientos
- Grado doctor honoris causa (2009).[4]
- Orden del Imperio Británico (2007).[3]